# Coelotes obesus
Coelotes obesus là một loài nhện trong họ Amaurobiidae.
Loài này thuộc chi Coelotes. Coelotes obesus được Eugène Simon miêu tả năm 1875.